# طرح‌وطنا
طرح وطنا روستایی در دهستان انزان غربی بخش مرکزی شهرستان بندرگز استان گلستان ایران است.

## جمعیت
بر پایه سرشماری عمومی نفوس و مسکن در سال ۱۳۹۵ جمعیت این مکان این روستا بدون جمعیت بوده‌است.